# Bertelsmann Stiftung
La Bertelsmann Stiftung es una fundación independiente de derecho privado con sede en Gütersloh, Alemania. Fue fundada por Reinhard Mohn en 1977. Los motivos que llevaron a crearla fueron sociales y político-empresariales, así como fiscales. Según sus propias declaraciones, la Bertelsmann Stiftung fomenta un "proceso de reforma" y los "principios del comercio empresarial" para crear una "sociedad sostenible para el futuro".
Desde 1993, la Bertelsmann Stiftung posee la mayoría de participaciones del capital del grupo empresarial Bertelsmann. Junto con la Reinhard Mohn Stiftung y la BVG Stiftung, abarcan un 80,9% del mismo, aunque no tiene derecho a voto.

## Historia

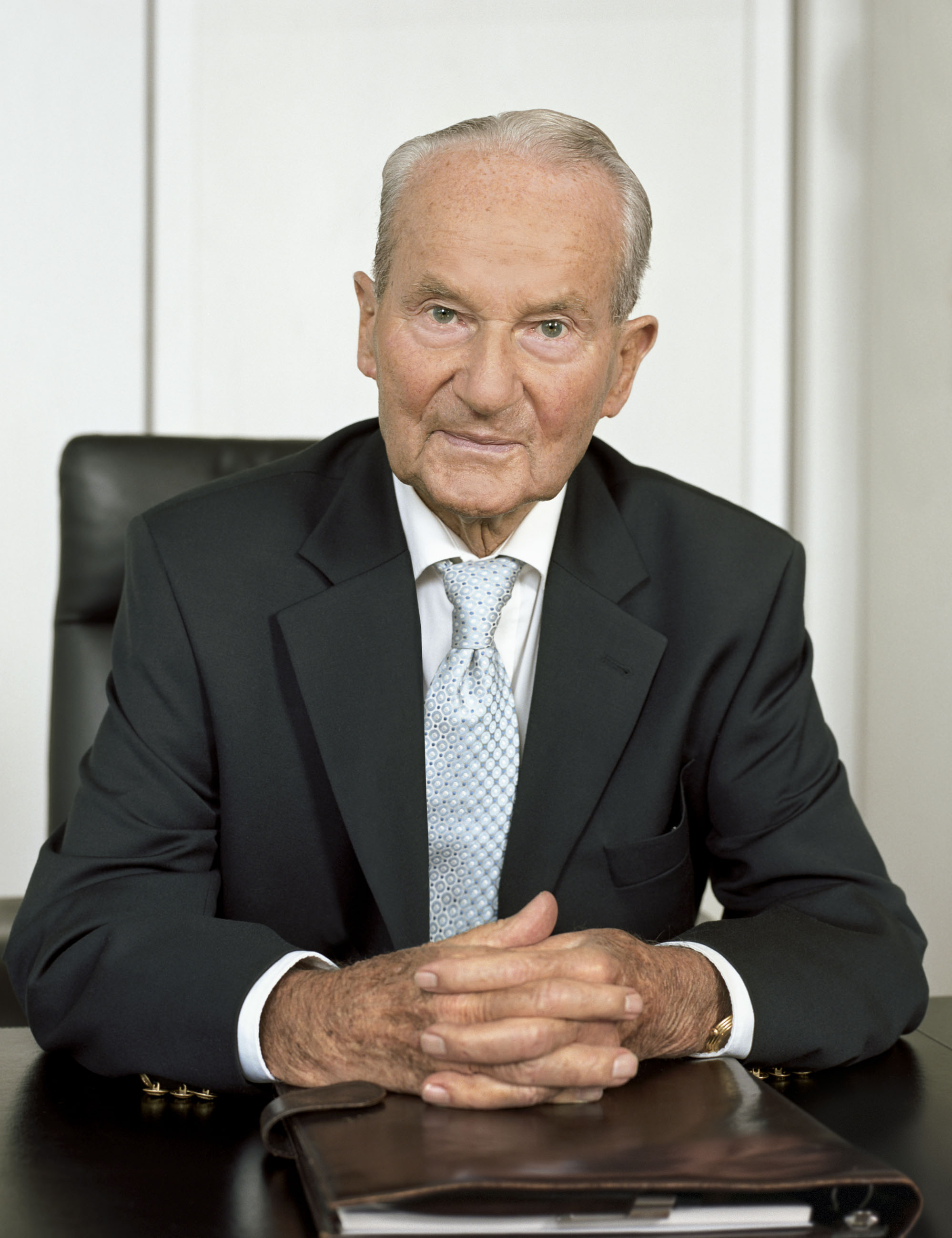
Reinhard Mohn (2008)

### Constitución de la fundación
A finales de los años 70 se planteó la sucesión de Reinhard Mohn como presidente del Consejo de Administración de Bertelsmann. A la vista de ello y partiendo del convencimiento de que el Estado debe contar con la iniciativa y la responsabilidad propias de sus ciudadanos, el 8 de febrero de 1977, Mohn constituyó la Bertelsmann Stiftung. El 14 de marzo de 1977, las autoridades dieron el visto bueno oficial. En un principio, la Bertelsmann Stiftung contaba con un capital de 100.000 marcos alemanes. Unos dos años después, inició sus actividades.

### Desarrollo del trabajo de la fundación
En 1979, Hans-Dieter Weger fue designado primer gerente. Concibió el planteamiento de una fundación cooperativa que desarrollara y gestionara sus propios proyectos. Una de las primeras actividades de la Bertelsmann Stiftung fue el estudio base "El libro y la conducta comunicativa", realizado en colaboración con Infratest. Por otro lado, la Bertelsmann Stiftung y el Grupo Bertelsmann participaron en la construcción de la Biblioteca Municipal de Gütersloh.
En 1982, la Bertelsmann Stiftung presentó su primera memoria de las actividades del ejercicio para informar a la opinión pública acerca de las mismas. El prólogo del informe fue escrito por Karl Carstens, presidente de la República Federal de Alemania, que entre otras cosas destacó el "servicio público de la fundación". Entretanto, la Bertelsmann Stiftung se había convertido en el núcleo del compromiso sociopolítico de Reinhard Mohn, su fundador, que desempeñaba el cargo de presidente exclusivo del Consejo de Administración. En 1983, obtuvo el respaldo del recién creado Consejo Consultivo. Aparte del propio Reinhard Mohn y Hans-Dieter Weger, los miembros de este nuevo órgano eran Kurt Biedenkopf, Gerd Bucerius, Friedhelm Farthmann y Eberhard Witte. En 1985, al amparo de la fundación se fundó una editorial para poder hacer frente al creciente número de publicaciones. La editorial de la Bertelsmann Stiftung sigue activa a día de hoy.
En 1988, la Bertelsmann Stiftung concedió sus primeros Premios Carl Bertelsmann (actualmente Premios Reinhard Mohn), que galardonaron las negociaciones colectivas de los sectores de la construcción, la industria química y el metal. Hasta hoy, este premio sigue homenajeando a distintas personalidades de prestigio internacional por sus soluciones pioneras a los retos sociales y políticos. Aparte de su trabajo en Alemania, en los años 80, la Bertelsmann Stiftung inició varios proyectos internacionales, como "Europa espacio cultural". Otros ejemplos son su programa de estudios en la Universidad Hebrea de Jerusalén y la creación de la Biblioteca Can Torró en Alcudia, Mallorca.

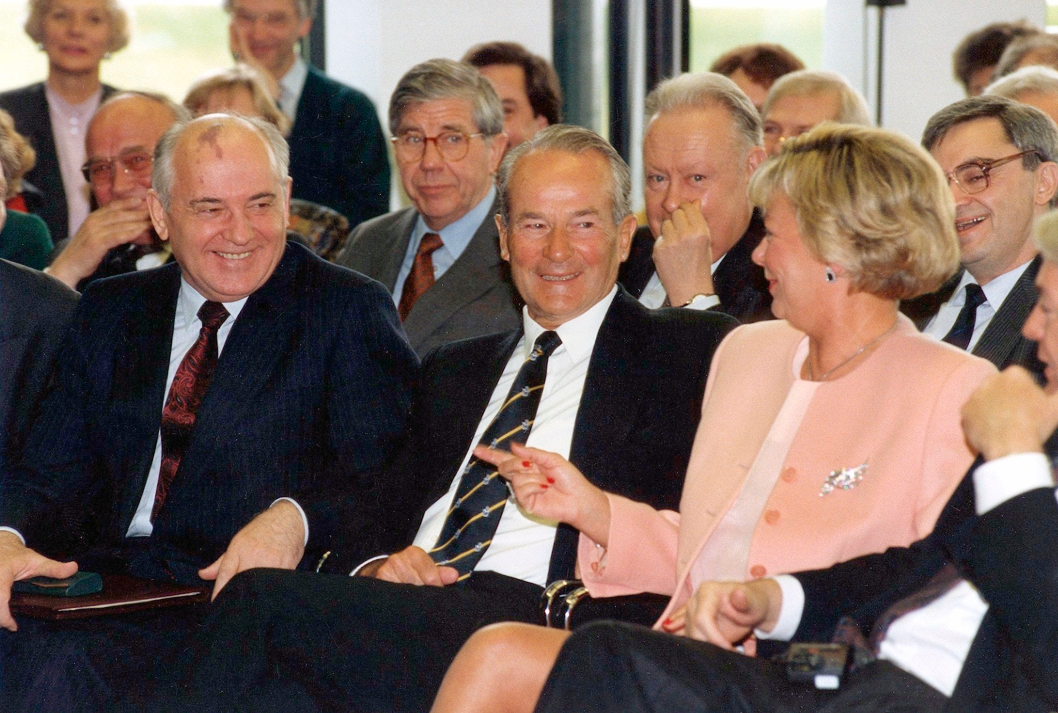
Michail Gorbatschow, Reinhard Mohn y Liz Mohn en el vestíbulo de la Bertelsmann Stiftung (1992)

En 1987, Kurt Biedenkopf fue elegido primer presidente del Consejo Consultivo. En 1990, Reinhard Mohn asumió el cargo él mismo. Más tarde, la contratación de Horst Teltschik causó un gran impacto mediático: este exasesor de política exterior de Helmut Kohl asumió el cargo de gerente de la Bertelsmann Stiftung en 1991. Su mayor logro fue la internacionalización. A finales de los años 80 se edificaron las oficinas de la Bertelsmann Stiftung frente a la central del Grupo Bertelsmann. Durante su primera visita a Alemania tras el desmantelamiento de la Unión Soviética, Michail Gorbatschow acudió a estas instalaciones como invitado.

### Transferencia de la participación mayoritaria
En 1993, además de Reinhard Mohn, también fueron elegidos para sumarse al Consejo de Administración de la Bertelsmann Stiftung Ulrich Saxer y Werner Weidenfeld. También se renovó la gerencia. Ese mismo año, Reinhard Mohn transfirió sus participaciones mayoritarias en el capital del Grupo Bertelsmann a la fundación. Su intención era garantizar la continuidad de la empresa. Mientras que a principios de 1993 la fundación poseía un 21,3% de las participaciones del Grupo Bertelsmann, dicha cuota aumentó al 68,8% con esta transacción. Este incremento la convirtió en la mayor accionista del grupo. No obstante, en el contrato de donación suscrito en 1993, la participación en el capital se separó estrictamente de los derechos a voto para que la fundación no pudiera ejercer demasiada influencia en la organización interna del Grupo Bertelsmann, un poder que sigue bajo el control de la familia Mohn. Dado que la fundación obtiene dividendos por su participación en la empresa, la transferencia de participaciones realizada por Reinhard Mohn conllevó un aumento significativo de los presupuestos.

### Restructuración del organigrama interno
En 1998, Reinhard Mohn cesó como presidente de la Bertelsmann Stiftung. En consecuencia, Mark Wössner fue nombrado presidente del Consejo de Administración y, un año después, presidente del Consejo Consultivo. Tras el cese de Mark Wössner, en el año 2000, se volvió a restructurar el organigrama directivo: el Comité Directivo sustituyó al Consejo de Administración y el Comité Asesor al Consejo Consultivo. A finales del año 2000, Reinhard Mohn asumió de nuevo la presidencia en funciones del Comité Directivo y del Comité Asesor, hasta que a mediados de 2001 Gunter Thielen lo sustituyese en ambos cargos. Con ello, Reinhard Mohn abandonaba todas sus funciones directivas y quedaba relegado a las competencias de un simple miembro del Comité Asesor.
En 2002, Heribert Meffert recogió el testigo de Gunter Thielen y presidió el Consejo de Administración de la Bertelsmann Stiftung hasta el año 2005. Durante su mandato, el organigrama volvió a renovarse, por lo que el Comité Directivo volvió a convertirse en un Consejo de Administración. Esta medida tenía por objeto reforzar la gobernanza corporativa desde el punto de vista de la transparencia y la independencia. Tras la marcha de Heribert Meffert de la Bertelsmann Stiftung, Liz Mohn y Johannes Meier tomaron las riendas de la fundación conjuntamente. En 2008, Gunter Thielen asumió de nuevo la presidencia del Consejo de Administración de la Bertelsmann Stiftung. Desde el año 2012, Aart De Geus, exministro de Trabajo y Asuntos Sociales de los Países Bajos, dirige la entidad. Tras su jubilación a finales de 2019, Ralph Heck asumió el cargo de presidente de la junta directiva a mediados de 2020.

## Organización
La Bertelsmann Stiftung es una fundación independiente de derecho privado en los términos de la Ley de Fundaciones del Estado federado de Renania del Norte-Westfalia. Es una persona jurídica con plena capacidad contractual, obligada a cumplir exclusivamente los fines estipulados en sus Estatutos, tanto en el territorio alemán como en el extranjero. La Bertelsmann Stiftung se somete a la supervisión del Gobierno del Distrito de Detmold y persigue exclusiva y directamente fines benéficos con ventajas fiscales en los términos del Código Fiscal alemán.

### Comités
La gerencia y la representación orgánica de la Bertelsmann Stiftung recaen en el ámbito de competencia del Consejo de Administración, que en virtud de los Estatutos consta de un mínimo de tres miembros. El Consejo de Administración desarrolla la orientación estratégica de la Bertelsmann Stiftung, la consensúa con el Comité Asesor y se ocupa de garantizar su ejecución. Los miembros del Consejo de Administración que a la vez ostentan cargos en el Consejo de Administración de Bertelsmann Management SE solo pueden representar a la fundación junto con otro miembro del Consejo de Administración que no pertenezca al Consejo de Administración de Bertelsmann Management SE. Bertelsmann Management SE es la empresa gerente del grupo empresarial Bertelsmann. El Consejo de Administración actual de la Bertelsmann Stiftung está compuesto por Ralph Heck (presidente), Brigitte Mohn y Daniela Schwarzer.
El Comité Asesor de la Bertelsmann Stiftung es el encargado de asesorar y controlar al Consejo de Administración. El Comité Asesor participa en todas las decisiones de especial relevancia. Entre sus cometidos también está la aprobación de las cuentas anuales, el control de la dirección económica, la recepción de informes de rendición de cuentas del Consejo de Administración y su aprobación. Conforme a los Estatutos, el Comité Asesor de la Bertelsmann Stiftung debe componerse de un mínimo de seis y un máximo de 14 miembros. Entre ellos debe constar el presidente u otro miembro del Consejo Consultivo del Grupo Bertelsmann, un sucesor del fundador Reinhard Mohn, Liz Mohn, y entre tres y 11 personas más. Hoy por hoy, el Comité Asesor de la Bertelsmann Stiftung está compuesto por Werner J. Bauer (presidente), Liz Mohn (miembro honorario), Wolf Bauer, Saori Dubourg, Arancha González Laya,Christoph Mohn, Carolina Müller-Möhl, Andreas Pinkwart, Matthias Schulz y Bodo Uebber.

### Finanzas
La Bertelsmann Stiftung se financia principalmente con los dividendos del Grupo Bertelsmann. La Bertelsmann Stiftung posee sus participaciones en el Grupo Bertelsmann a través de la empresa Johannes Mohn GmbH, de la cual es socia mayoritaria. Sus participaciones son de capital puro, mientras que el derecho a voto recae en la empresa Bertelsmann Verwaltungsgesellschaft mbH. El resto de sus ingresos proviene de la cooperación con otras organizaciones sin ánimo de lucro, la administración de su patrimonio propio y las donaciones. Tal y como estipula el Código Fiscal alemán, la Bertelsmann Stiftung constituye reservas para poder cumplir con sus fines en todo momento, independientemente de los ingresos que obtenga. Durante el ejercicio 2019, dichas reservas ascendieron a 514 millones de euros.
Desde su constitución, la Bertelsmann Stiftung ha invertido un total de 1,7 milliardos de euros en el trabajo caritativo. Durante el ejercicio 2020, recibió fondos por valor de unos 13,5 millones de euros. Los gastos ascendieron a 73,8 millones de euros. La mayor parte de los mismos (41,9 millones de euros) se destinaron a programas y proyectos especiales. Otros 9 millones de euros se invirtieron en actividades administrativas y 7 millones en tareas de comunicación. También se destinaron 4,6 millones de euros a servicios relacionados con los programas. Además, la Bertelsmann Stiftung realizó donaciones a organizaciones benéficas asociadas por valor de 11,3 millones de euros.

### Sedes

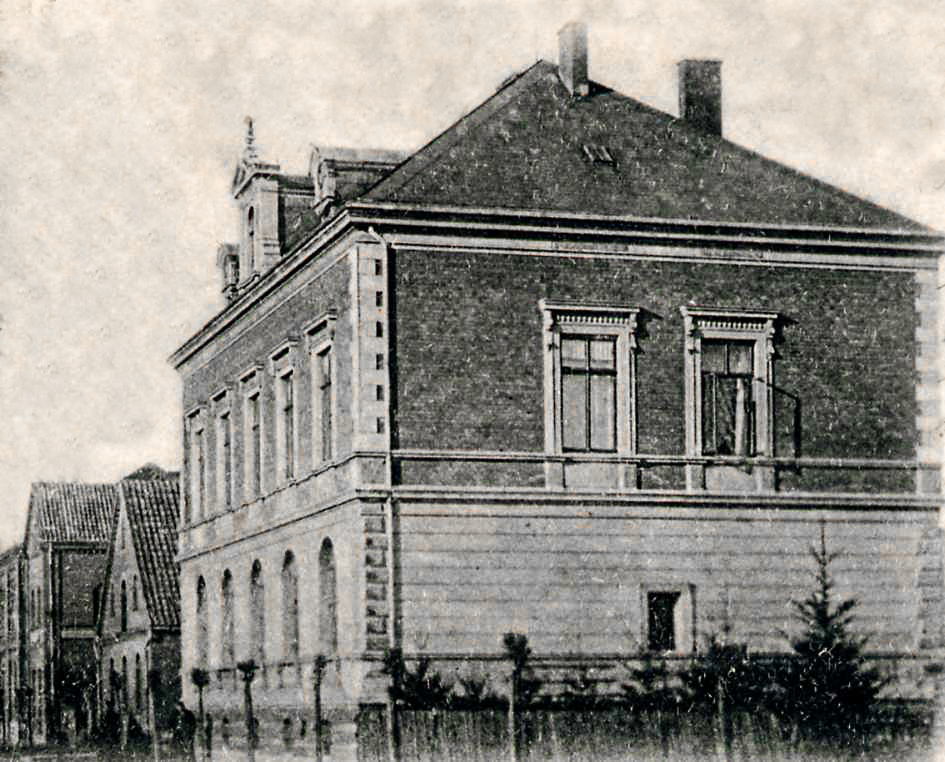
rama del Reichsbank en Gütersloh (motivo histórico de una postal)

Las primeras oficinas de la Bertelsmann Stiftung se encontraban en un edificio residencial de la Carl-Miele-Straße de Gütersloh. Sin embargo, en 1980 las oficinas se trasladaron a las instalaciones del Grupo Bertelsmann. En 1986, la Bertelsmann Stiftung se instaló en un edificio representativo de la Moltkestraße, que se construyó en 1983 como filial del Reichsbank y perteneció al Banco Central de Renania del Norte-Westfalia hasta 1985. En 1989, el estudio de arquitectos Gerkan, Marg und Partner ganó el concurso para la construcción de la nueva central de la Bertelsmann Stiftung frente a la sede principal del Grupo Bertelsmann. En 1990 se celebró la ceremonia inaugural del edificio, que se amplió en varias ocasiones durante los años siguientes. Además de la sede en Gütersloh, el grupo tiene una oficina de representación en el Kommandantenhaus de Berlín, que también fue utilizada por la Bertelsmann Stiftung. Ahora tiene su propia sucursal en Werderschen Markt, en las inmediaciones del Ministerio Federal de Relaciones Exteriores y del Foro Humboldt. Por otra parte, la Bertelsmann Stiftung también tiene una oficina en el barrio Europeo de Bruselas.
A mediados de los años 90, se constituyó Fundación Bertelsmann, una filial independiente con sede en Barcelona. Por aquel entonces, el objetivo era fomentar la lectura y la cultura mediática en España. A día de hoy, la fundación se centra en la formación y la orientación profesional de los jóvenes en España.
Desde el año 2008, la Bertelsmann Stiftung también está representada en la capital de EE. UU., Washington D. C. En esta ciudad se constituyó la fundación independiente Bertelsmann Foundation North America. Su cometido se centra en los retos de la cooperación transatlántica.

## Actividades
Conforme a sus Estatutos, el objeto de la Bertelsmann Stiftung es "fomentar la ciencia y la investigación, la religión, la sanidad pública, la ayuda a los jóvenes y a los mayores, el arte y la cultura, la formación de adultos y la Formación Profesional, el bienestar, la internacionalización, el Estado democrático de Derecho y el compromiso cívico". La Bertelsmann Stiftung solo trabaja a nivel operativo y no otorga becas. Invierte sus recursos en proyectos que promueve, concibe y ejecuta ella misma. Por ejemplo, la Bertelsmann Stiftung elabora estudios y rankings, organiza proyectos modelo, transmite conocimientos y competencias, organiza congresos y concede premios. Los ámbitos más importantes de su labor son la educación, la democracia, la sociedad, la salud, la economía y la cultura. La Bertelsmann Stiftung es neutral a nivel político. Trabaja a escala regional, nacional e internacional.

### Educación
La Bertelsmann Stiftung investiga periódicamente cuánto invierten los Estados federados de Alemania en educación y asistencia. Uno de sus estudios constató, entre otras cosas, que las oportunidades de desarrollo de los niños dependían en gran medida de su procedencia. En el ámbito de la educación escolar, durante los últimos años la Bertelsmann Stiftung se dedica especialmente a las escuelas de jornada completa y fomenta su expansión. El aprendizaje digital también es uno de los asuntos que fomenta, ya que considera que es la solución a diferentes problemas estructurales en el sector de la educación. Además, la Bertelsmann Stiftung lleva años trabajando en la Formación Profesional y la formación continua.
Durante los años 90, el trabajo de la Bertelsmann Stiftung en la educación secundaria tuvo una amplia repercusión pública. La atención se centró en la creación del Centrum für Hochschulentwicklung (CHE – Centro para el Desarrollo de la Enseñanza Superior) por parte de la Bertelsmann Stiftung y la Fundación de Fomento de la Conferencia de Rectores de Institutos de Enseñanza Superior en 1994. Esta institución se propone ser una "herramienta de reforma" para la educación secundaria alemana. La Bertelsmann Stiftung posee un 90% de las participaciones de la empresa CHE Gemeinnütziges Centrum für Hochschulentwicklung GmbH.

### Democracia
La Bertelsmann Stiftung se compromete, tanto a escala nacional como internacional, con el aumento de la participación ciudadana en los procesos políticos de planificación y toma de decisiones, ya que ello fortalece la democracia. En cuanto a la cooperación de los estados, los países y los municipios, la Bertelsmann Stiftung fomenta desde hace años, entre otros, la modernización de la compensación financiera de los Estados federados de Alemania. Sin embargo, el punto fuerte de su trabajo en el ámbito de la democracia lo constituye Europa. Desde hace años, la Bertelsmann Stiftung aboga por la aceleración de los procesos de toma de decisiones y por el avance de la integración europea. A nivel internacional, la Bertelsmann Stiftung investiga las estructuras de gobernanza actuales y debate propuestas para modificarlas. Un ejemplo de ello es la concepción de una agencia de calificación de crédito sin ánimo de lucro.
Hasta el año 2010, la Bertelsmann Stiftung también participó en la financiación del Centrum für angewandte Politikforschung (CAP – Centro de Investigación Política Aplicada). Fue fundado por Werner Weidenfeld, quien hasta 2007 fue miembro del Consejo de Administración de la Bertelsmann Stiftung. Ambas instituciones colaboran, por ejemplo, en asuntos relacionados con el desarrollo de la integración europea. Este centro está adscrito al Instituto de Ciencias Políticas Hermanos Scholl de la Universidad Ludwig Maximilian de Múnich.

### Sociedad
Uno de los puntos fuertes del trabajo de la Bertelsmann Stiftung es el cambio demográfico en Alemania, sobre el cual ha publicado varios estudios. Además, fomenta el voluntariado y otros proyectos de convivencia social, entre otras cosas mediante la concesión del Premio "Mein gutes Beispiel" (mi buen ejemplo). La justicia social y la justicia generacional también representan un activo importante para la fundación, sobre todo la reducción de la brecha entre ricos y pobres. La Bertelsmann Stiftung tiene por objeto el fomento de la integración y la diversidad en la sociedad. Promueve una "organización migratoria exhaustiva y sostenible" en Alemania. Otros proyectos se centran en los jóvenes y las familias: por ejemplo, la Bertelsmann Stiftung critica los perjuicios que sufren las familias en los planes de pensiones y el aumento de la pobreza infantil.

### Sanidad
En el marco del denominado "seguimiento sanitario", la Bertelsmann Stiftung analiza periódicamente la asistencia sanitaria en Alemania. Además, durante los últimos años ha creado varias ofertas para aumentar los conocimientos sanitarios de los ciudadanos. Entre ellas encontramos, por ejemplo, el portal de Internet "Weiße Liste" (lista blanca), que ayuda a buscar médicos, hospitales, residencias y servicios de asistencia en Alemania.
Con la ayuda de la Bertelsmann Stiftung, en 1994 se creó el Centrum für Krankenhausmanagement (CKM – Centro de Gestión Hospitalaria) como instituto universitario adscrito a la Universidad de Münster. Además de la investigación en el campo de las redes informáticas y logísticas de los hospitales, este centro se ocupa, por ejemplo, de ofrecer formación continua al personal clínico. Hoy por hoy, la Bertelsmann Stiftung ya no es socia de CKM Centrum für Krankenhausmanagement GmbH, ya que este instituto trabaja de forma totalmente independiente.

### Cultura
El proyecto de mayor antigüedad de la Bertelsmann Stiftung en el ámbito de la cultura es el concurso internacional de canto "Neue Stimmen" (nuevas voces), creado en 1987 por Liz Mohn y que sigue celebrándose en la actualidad. Se trata de uno de los concursos de talento juvenil más importantes del mundo de la ópera y se le denomina "trampolín para talentos". Además, la Bertelsmann Stiftung participa en el fomento musical. Desde finales de los años 90, se han venido realizando proyectos modelo en este campo, por ejemplo, con el objetivo de reforzar las actividades musicales en las guarderías infantiles. La razón del compromiso de la Bertelsmann Stiftung en esta área es promover la participación social a través del canto y la música.

### Economía
La fundación investiga las consecuencias de la globalización en la sociedad, tanto sus oportunidades como sus peligros. La Bertelsmann Stiftung aboga por la apertura de los mercados de los países industrializados para que los países en vías de desarrollo puedan beneficiarse de ellos. Publica análisis y estudios periódicamente relacionados con los cambios del mercado laboral de Alemania. Durante el mandato del canciller Gerhard Schröder, sus resultados influyeron parcialmente en las reformas Hartz. La Bertelsmann Stiftung también se compromete con la sostenibilidad y fomenta una cultura empresarial ética en la industria alemana. En colaboración con la Fundación Hans Böckler, publicó un estudio sobre la participación de los empleados en las empresas alemanas.

## Críticas
Durante los últimos años, la Bertelsmann Stiftung ha sido objeto de varios debates públicos. En 2007, Jens Wernicke y Torsten Bultmann publicaron una obra colectiva titulada "Netzwerk der Macht – Bertelsmann" ("Red de poder – Bertelsmann"), que critica la estructura y las actividades de la Bertelsmann Stiftung. Sus 30 autores atacaron principalmente su carácter benéfico y su influencia política. Esta obra colectiva provocó un amplio debate público sobre la Bertelsmann Stiftung.
Mayor repercusión logró el escritor y periodista Thomas Schuler con la publicación, en 2010, del libro "Bertelsmannrepublik Deutschland – eine Stiftung macht Politik" ("República Bertelsmann de Alemania – una fundación que hace política"). En él, el autor describe cómo la Bertelsmann Stiftung busca el contacto con los políticos que lideran el país y los asesora. Tilda a la Bertelsmann Stiftung de "antidemocrática" y critica su falta de transparencia. En su opinión, de la buena idea de crear una fundación surgió un "mundo al revés" cuya organización pone en tela de juicio. Thomas Schuler también critica la Ley alemana de Fundaciones, que permite la existencia de fundaciones como la Bertelsmann Stiftung. Peter Rawert, experto en derecho de fundaciones, indicó al respecto que la Bertelsmann Stiftung obtiene unos beneficios de sus participaciones en el grupo que deberían ser más bajos que los beneficios que pueden obtenerse con una inversión a plazo fijo. En los Estados Unidos, dichos beneficios tendrían consecuencias negativas para las arcas públicas. Además, según él, dicha situación no se corresponde con las "directrices de eficiencia" de la Bertelsmann Stiftung.

### Intereses comerciales
La Bertelsmann Stiftung suele recibir críticas por su participación mayoritaria en el Grupo Bertelsmann y se le acusa de mezclar intereses benéficos y comerciales. En 2009, la escritora y periodista Annette Jensen afirmó que la Bertelsmann Stiftung crea una demanda artificial mediante sus propuestas, sobre todo en lo relacionado con la supuesta necesidad de reducir las administraciones locales que después ella misma satisface, por ejemplo, por medio de Arvato, empresa filial del grupo. Para publicar sus mensajes se serviría de las cadenas de televisión RTL y VOX, pertenecientes al Grupo Bertelsmann, así como de numerosas revistas de la editorial alemana Gruner + Jahr. El sociólogo e investigador de fundaciones Frank Adloff califica esta situación de insostenible, dado que la fundación no debe rendir cuentas sobre la inversión de su dinero ante ningún parlamento ni tribunal de cuentas. En EE. UU., las fundaciones que obtienen ventajas fiscales no pueden poseer más del 20% de una empresa para evitar posibles conflictos de intereses. Además, deben declarar sus gastos públicamente.

### Influencia política
Otra de las críticas que recibe la fundación se refiere a la falta de legitimidad democrática. Se ve relegada a un segundo plano por un poder económico que incluso la sustituye, afirma Wolfgang Lieb, exsecretario de estado del Ministerio de Economía de Renania del Norte-Westfalia, refiriéndose al "compromiso con la sociedad civil" de la Bertelsmann Stiftung. Según él, las redes privadas y los lobbies se convierten en poderes reales; la Bertelsmann Stiftung, mediante sus conversaciones con los políticos fuera de los parlamentos, genera una "privatización de la política". Estas actividades seguirían los principios de la instrumentalización mutua: los funcionarios y políticos obtienen un espacio protegido en el que pueden debatir e informarse de forma gratuita y exclusiva, mientras que la Bertelsmann Stiftung se garantiza a sí misma el acceso a todos los proyectos en los que quiere ejercer influencia. En consecuencia, no importa quién salga elegido: la Bertelsmann Stiftung sigue cogobernando las instituciones. En 2007, Albrecht Müller, expolítico del SPD y publicista, la tildó de "institución antidemocrática" durante una entrevista radiofónica.
En 2008, la periodista y política Julika Sandt criticó la creciente influencia que la Bertelsmann Stiftung ejerce sobre el sistema sanitario alemán. Según ella, los planes que elabora generan ventajas para las clínicas y centros de asistencia privatizados, en detrimento de los médicos autónomos. Dado que Brigitte Mohn fue miembro tanto del Consejo de Administración de la Bertelsmann Stiftung como del Consejo Consultivo de la Rhön-Klinikum, se cuestiona la neutralidad de la Bertelsmann Stiftung en el sector sanitario.
En 2012, Josef Kraus, presidente de la Lehrerverband (Asociación Alemana de Docentes), criticó la influencia de la Bertelsmann Stiftung en la política educativa. Tildó sus estudios de "carentes de carácter científico" y "catastrofistas". Según él, sus iniciativas se basan casi siempre en la escandalización de alguna supuesta deficiencia. Kraus insta al mundo político a liberarse de la influencia de la Bertelsmann Stiftung y tomarse en serio las críticas que recibe.
La ONG Lobbycontrol considera que la Bertelsmann Stiftung es una iniciativa con ánimo de lucro, similar a la iniciativa Neue Soziale Marktwirtschaft (Nueva Economía Social de Mercado) o la Fundación Marktwirtschaft (Economía de Mercado). Se critica, por ejemplo, su programa "Standort-Check" ("comprobación de delegaciones"), que se corresponde con un canon de reformas neoliberales.
La Bertelsmann Stiftung ha desmentido una y otra vez las críticas que recibe por su falta de legitimación democrática y su influencia política ilegítima. Por ejemplo, el expresidente del Consejo de Administración Gunter Thielen dejó claro que la fundación no es ningún "gobierno en la sombra". Según él, la creación de opinión política no es un "proceso de arriba a abajo" y el hecho de que una fundación o una empresa pueda conformar a su antojo un país como Alemania es una mera ilusión.
Esta influencia política se evidencia en el abuso de sus derechos de autor para impedir los derechos de libertad de expresión y difusión en el documental "La gran estafa del calentamiento global". Este documental se encuentra bloqueado por la empresa Mediengruppe RTL Deutschland la cual pertenece mayoritariamente a Bertelsmann.

### Neutralidad política
La Bertelsmann Stiftung se declara neutral a nivel político. No obstante, varias personas ponen en duda la aplicación práctica de esta máxima, ya que los contactos con partidos de izquierdas solo persiguen "fines de liberalización de mercados". De hecho, la Bertelsmann Stiftung suele percibirse como liberal, cosa que también es discutible. Algunos críticos también tildan a la Bertelsmann Stiftung de neoliberal.

### Carácter benéfico
En 2006, en el diario Tagesspiegel, el escritor y periodista Harald Schumann cuestionó el carácter benéfico de la Bertelsmann Stiftung. Según él, el "otro gobierno de Gütersloh" administra de facto dinero público, ya que Reinhard Mohn se habría ahorrado hasta dos mil millones de euros en el impuesto de sucesiones o donaciones al transferir tres cuartos de sus acciones a la fundación. Además, afirma que el pago anual de dividendos a la fundación está libre de impuestos, y con su dotación anual de 60 millones de euros, la Bertelsmann Stiftung no aporta ni de lejos lo que cuesta al fisco. En esta misma línea, Arno Klönne, sociólogo y politólogo, afirmó que el carácter benéfico de la Bertelsmann Stiftung es cuestionable, ya que fomenta los negocios de Bertelsmann de manera proactiva. Según él, su único objetivo sería dirigir la sociedad por medio de métodos empresariales y privatizar los servicios públicos.
En 2009, una investigación de juristas independientes arrojó que ya no se cumplían los requisitos para declarar el carácter benéfico con ventajas fiscales de la Bertelsmann Stiftung. Es más, según la investigación, la fundación obtiene las ventajas fiscales ilegítimamente con el fin de restructurar el acervo público al antojo de su fundador, Reinhard Mohn, por medio de un asesoramiento político privado financiado con fondos públicos, sin legitimación democrática, influyendo en la opinión pública.
La Bertelsmann Stiftung siempre ha desmentido estas acusaciones. Según ella, la Agencia Tributaria alemana reconoce el carácter benéfico de la fundación y lo verifica periódicamente.

### Retroceso social
En 2007, el sindicato ver.di dejó de colaborar con la Bertelsmann Stiftung. El motivo de esta decisión fue que Arvato, una empresa del Grupo Bertelsmann, declaró que uno de sus objetivos estratégicos era la privatización de los servicios públicos. En el Congreso federal se adoptó una resolución en estos términos contra la Junta federal. Según los críticos, la Bertelsmann Stiftung es el motor que impulsa la privatización y el desmantelamiento de los servicios sociales. Esta valoración fue respaldada por los participantes en el congreso celebrado por los críticos de Bertelsmann con el título "Das Schattenkabinett aus Gütersloh" ("El gabinete en la sombra de Gütersloh"). En él participaron, además de ver.di, Attac, GEW, IG Metall y la Fundación Otto Brenner. La Bertelsmann Stiftung calificó de "malentendido" las críticas de ver.di. Según ella, ambas instituciones no están tan distanciadas en su valoración de los problemas sociales.